# Сідні Брейсі
Сідні Брейсі (англ. Sidney Bracey; 18 грудня 1877 — 5 серпня 1942) — австралійський та американський кіноактор. Протягом своєї кар'єри він знявся у 321 фільмі у період з 1909 по 1942 років.

## Біографія
Народився в Мельбурні, Вікторія, з ім'ям Sidney Bracy, пізніше змінивши написання свого прізвища. Він був сином уельського тенора Генрі Брейсі і англійської актриси Клари T. Брейсі. Його тітка була актриса Лідія Томпсон.
Почав свою кар'єру в Австралії в 1890-х, з комічної опери С. Дж. Вільямсона. На Бродвеї він з'явився в 1900 році в спектаклі Роза Персії. Потім він переїхав до Англії, де з'явився в музичній комедії Тореадор у червні 1901 року. Він з'явився в спектаклі Аморелл в Комедійному Театрі Лондона в 1904 році і в Перській принцесі в Театрі Королеви в 1909 році.
Повернувшись на Бродвей, в 1912 році, він зіграв сера Гая Гісборна у спектаклі Робін Гуд Реджинальда де Ковена в театрі Нью-Амстердам, а потім Роба Роя в театрі Свободи в 1913 році. Після цього він почав зніматися у фільмах, аж до своєї смерті в 1942 році. На початку своєї кінокар'єри, він написав сценарій і зняв німе кіно під назвою Кінець Сіда Ні (1914), в якому він зіграв головну роль. У 1916 році він змінив написання свого прізвища на «Bracey».
Брейсі помер в Голлівуді, штат Каліфорнія в 1942 році, у віці 64 років.

## Вибрана фільмографія
- 1920 — Невидимий промінь / The Invisible Ray
- 1921 — Божевільний одружується / Crazy to Marry
- Радіо король / The Radio King (1922)
- Сватання Майлза Стендіша / The Courtship of Miles Standish (1923)
- Її романтична ніч / Her Night of Romance (1924)
- Раба моди / A Slave of Fashion (1925)
- Весела вдова / The Merry Widow (1925)
- Неплатоспроможний медовий місяць / A Bankrupt Honeymoon (1926)
- Люди мистецтва / Show People (1928)
- Кінооператор / The Cameraman (1928)
- Будинок з привидами / The Haunted House (1928)
- Задоволенні діти / Children of Pleasure (1930)
- Поза законом / Outside the Law (1930)
- Лев і ягня / The Lion and the Lamb (1931)
- Що?! Немає пива? / What! No Beer? (1933)
- Друге дитинство / Second Childhood (1936)
- Три розумні хлопці / Three Smart Boys (1937)
- Весело ми живемо / Merrily We Live (1938)
- Щиро твій / Affectionately Yours (1941)